# Rampasasa

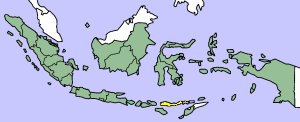
Emplacement de l'île de Florès en Indonésie

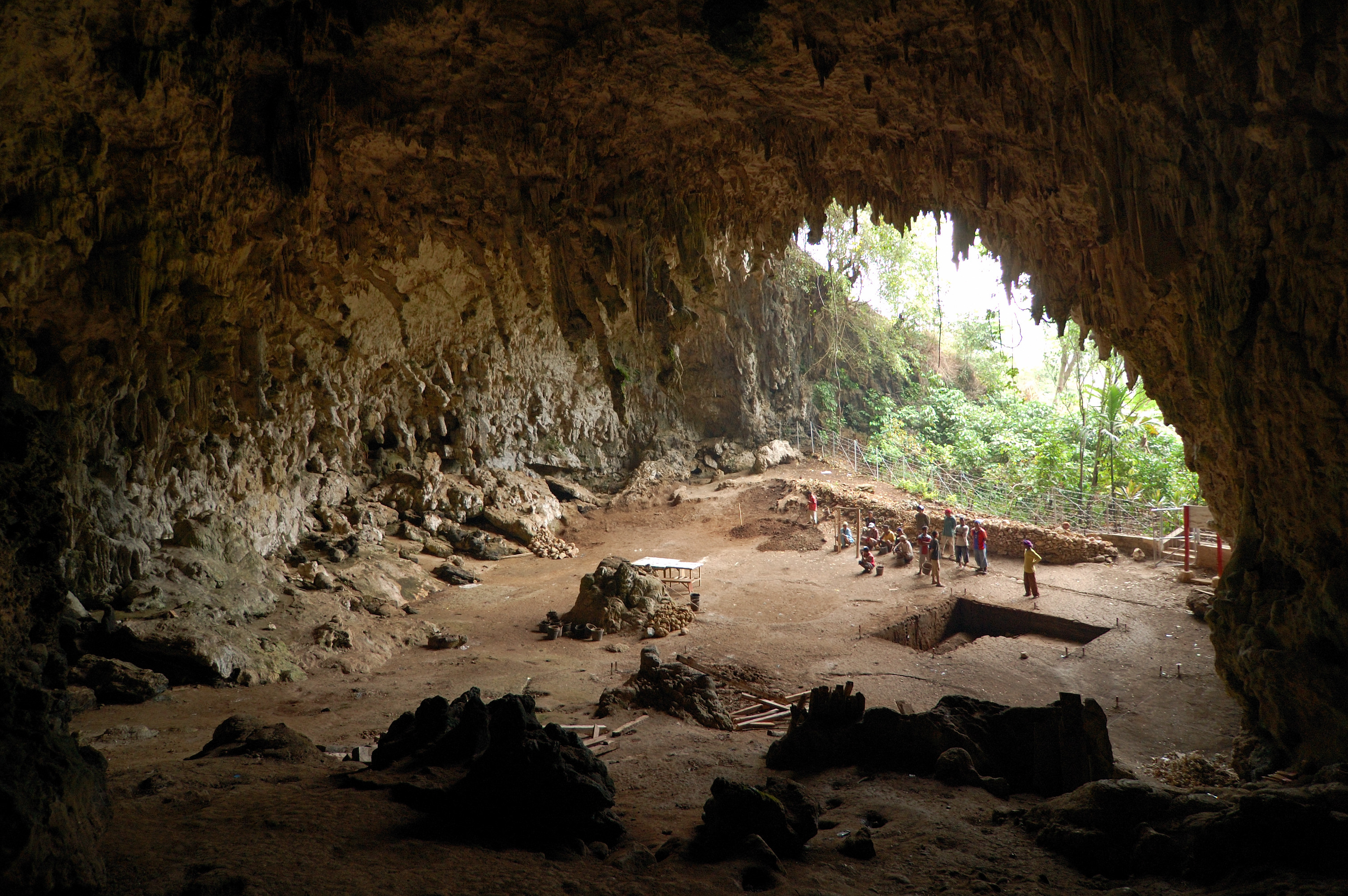
La grotte de Liang Bua

Rampasasa est un village de l'est de l'île de Florès en Indonésie. Il est situé dans le kecamatan de Ruteng, dans le kabupaten de Manggarai, dans la province des petites îles de la Sonde orientales.
Le village a acquis une certaine notoriété en raison du nombre élevé de personnes de petite taille dans sa population, alors qu'il se trouve à quelques kilomètres de la grotte de Liang Bua, où a été découvert un squelette d'hominidé de petite stature, que l'on a baptisé "Homme de Florès" (Homo floresiensis), et qui vivait il y a plus de 18 000 ans.
Il semble en fait qu'il ne s'agisse pas d'une espèce distincte d' Homo Sapiens. Des analyses récentes des os de Liang Bua montrent une parenté avec la population actuelle alentour, dont la taille moyenne ne dépasse pas 1,50 mètre.
1. ↑  John Roach, « "Hobbits" Were Pygmy Ancestors, Not New Species, Study Says », National Geographic News, 21 août 2006